# Néodyme
Le néodyme est un élément chimique, de symbole Nd et de numéro atomique 60. C'est un métal gris argent du groupe des terres rares. Il fait partie de la famille des lanthanides. À température ambiante, il est ductile, malléable et s'oxyde rapidement à l'air.
Son nom vient des mots grecs νεός / neós, « nouveau », et δίδυμος / dídumos, « double, jumeau »,,. En effet, les chimistes ont longtemps cru que le mélange d'oxyde de praséodyme-néodyme était un corps simple jusqu'à ce que Carl Auer von Welsbach les séparât en 1886.

## Histoire
Le néodyme a été découvert à Vienne par Carl Auer von Welsbach, un chimiste autrichien en 1885,. Il a séparé le néodyme, en même temps que le praséodyme, du didyme par cristallisation fractionnée du nitrate d'ammonium et de didyme puis analyses spectroscopiques. Il n'a cependant pas été isolé sous forme relativement pure avant 1925.

## Propriétés physiques

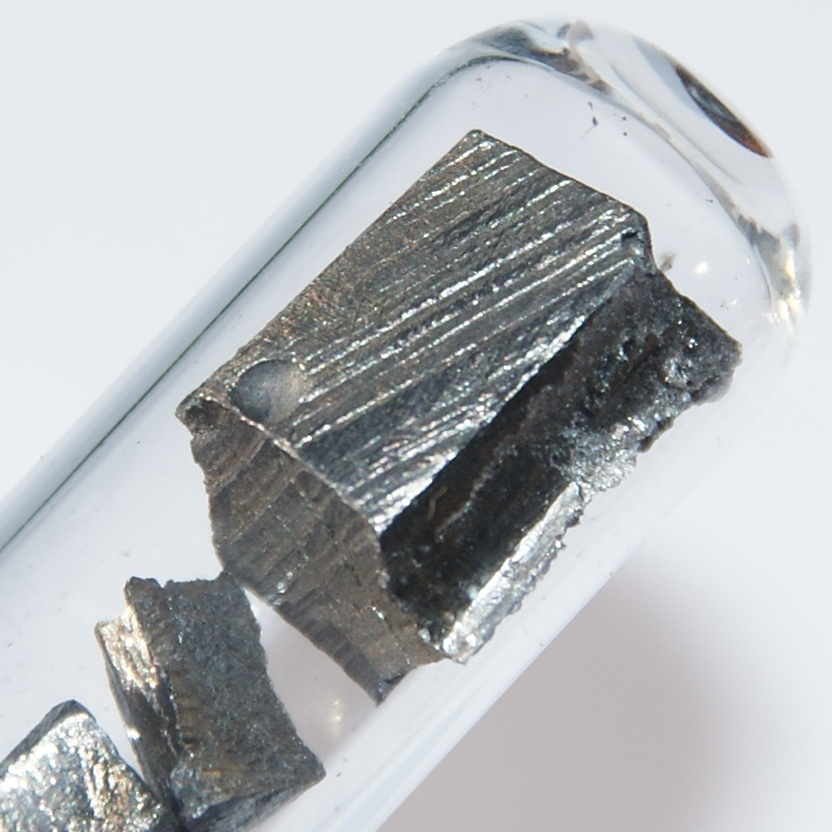
Néodyme dans une ampoule d'argon.

Le néodyme métallique a un éclat métallique brillant et argenté. Le néodyme existe généralement sous deux formes allotropiques, avec une transformation d’une structure hexagonale double en une structure cubique centrée ayant lieu à environ 863 °C. Le néodyme, comme la plupart des lanthanides, est paramagnétique à température ambiante. Il devient antiferromagnétique lorsqu’il est refroidi en dessous de 20 K (−253,2 °C). En dessous de cette température de transition, il présente un ensemble de phases magnétiques complexes, qui ont de longs temps de relaxation de spin et un comportement de verre de spin. Le néodyme est un métal de terre rare qui était présent dans le mischmétal classique à une concentration d’environ 18 %. Pour fabriquer des aimants en néodyme, il est allié à du fer, qui est un matériau ferromagnétique.

### Configuration électronique
Le néodyme est le quatrième membre de la série des lanthanides. Dans le tableau périodique, il apparaît entre les lanthanides praséodyme à sa gauche et l’élément radioactif prométhium à sa droite, et au-dessus de l’actinide uranium. Ses 60 électrons sont disposés dans la configuration [Xe]4f46s2, dont les six électrons 4f et 6s sont de valence. Comme la plupart des autres métaux de la série des lanthanides, le néodyme n’utilise généralement que trois électrons comme électrons de valence, car par la suite, les électrons 4f restants sont fortement liés : c’est parce que les orbitales 4f pénètrent le plus à travers le cœur d'électrons inerte du xénon jusqu’au noyau, suivi de 5d et 6s, et cela augmente avec une charge ionique plus élevée. Le néodyme peut encore perdre un quatrième électron parce qu’il arrive tôt dans les lanthanides, où la charge nucléaire est encore assez faible et l’énergie de la sous-couche 4f suffisamment élevée pour permettre l’extraction d’autres électrons de valence.

## Propriétés chimiques
Le néodyme a un point de fusion de 1024 °C et un point d’ébullition de 3074 °C. Comme les autres lanthanides, il a généralement l’état d’oxydation +3, mais peut également se former dans les états d’oxydation +2 et +4, et même, dans des conditions très rares, +0. Le néodyme métal s’oxyde rapidement dans les conditions ambiantes, formant une couche d’oxyde comme de la rouille de fer qui peut se détacher et exposer le métal à une oxydation supplémentaire ; un échantillon de néodyme de taille centimétrique se corrode complètement en un an environ. Les ions Nd3+ sont généralement solubles dans l’eau. Comme son voisin le praséodyme, il brûle facilement à environ 150 °C pour former de l’oxyde de néodyme(III) ; l’oxyde se décolle ensuite, exposant le métal brut à une oxydation supplémentaire.
4Nd + 3O2 → 2Nd2O3
Le néodyme est un élément électropositif, qui réagit lentement avec l'eau froide et rapidement avec l'eau chaude, pour former de l'hydroxyde de néodyme(III) :
2Nd (s) + 6H2O (l) → 2Nd(OH)3 (aq) + 3H2 (g)
Le néodyme métallique réagit vigoureusement avec tous les halogènes stables :
2Nd (s) + 3F2 (g) → 2NdF3 (s) [substance violette]
2Nd (s) + 3Cl2 (g) → 2NdCl3 (s) [substance mauve]
2Nd (s) + 3Br2 (g) → 2NdBr3 (s) [substance violette]
2Nd (s) + 3I2 (g) → 2NdI3 (s) [substance verte]
Le néodyme se dissout facilement dans l'acide sulfurique dilué pour former des solutions qui contiennent l'ion lilas Nd(III). Ceux-ci existent sous forme de complexe [Nd(OH2)9]3+ :
2Nd (s) + 3H2SO4 (aq) → 2Nd(3+) (aq) + 3SO4(2-) (aq) + 3H2 (g)

### Composés

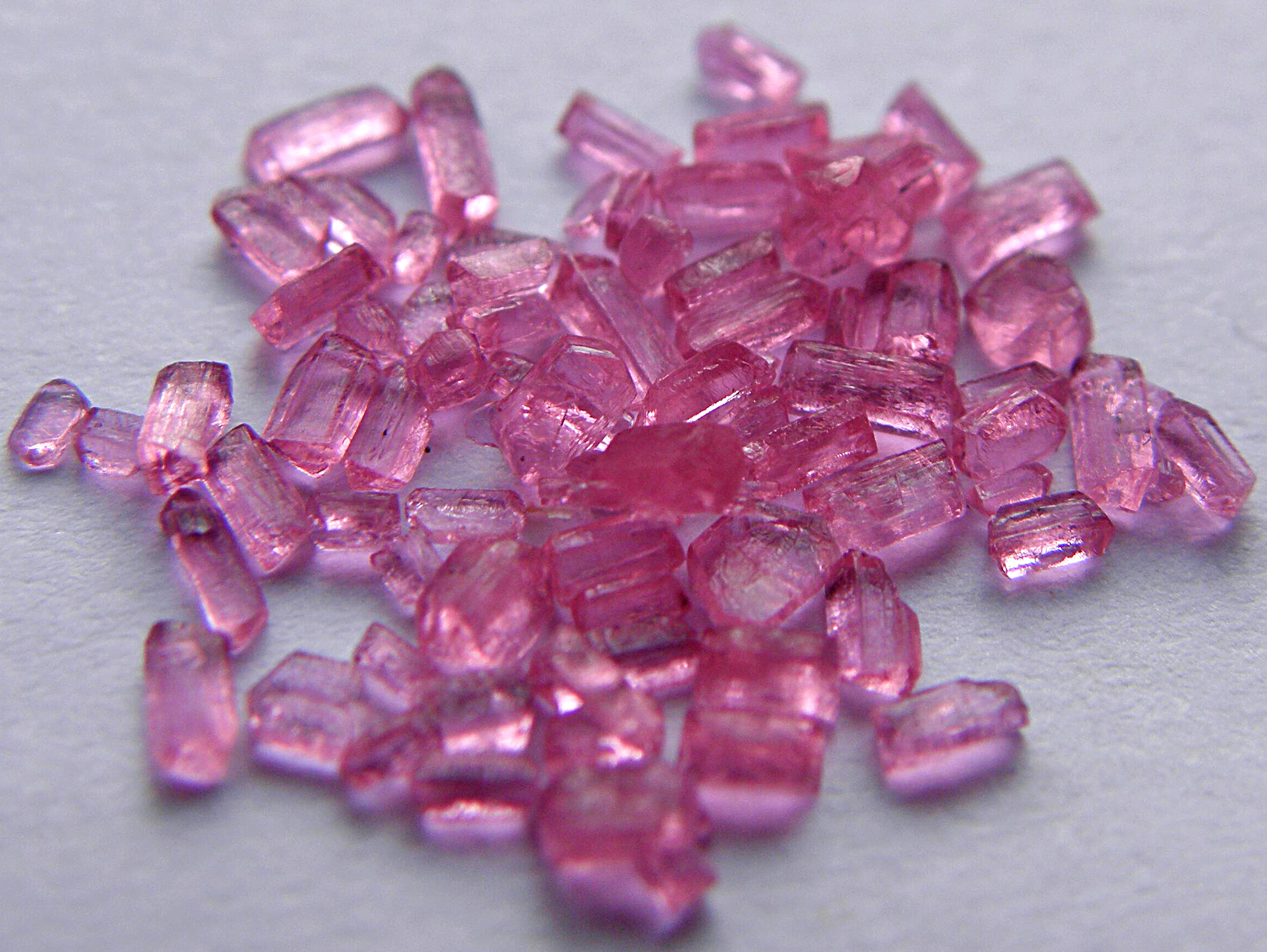
Sulfate de néodyme(III)
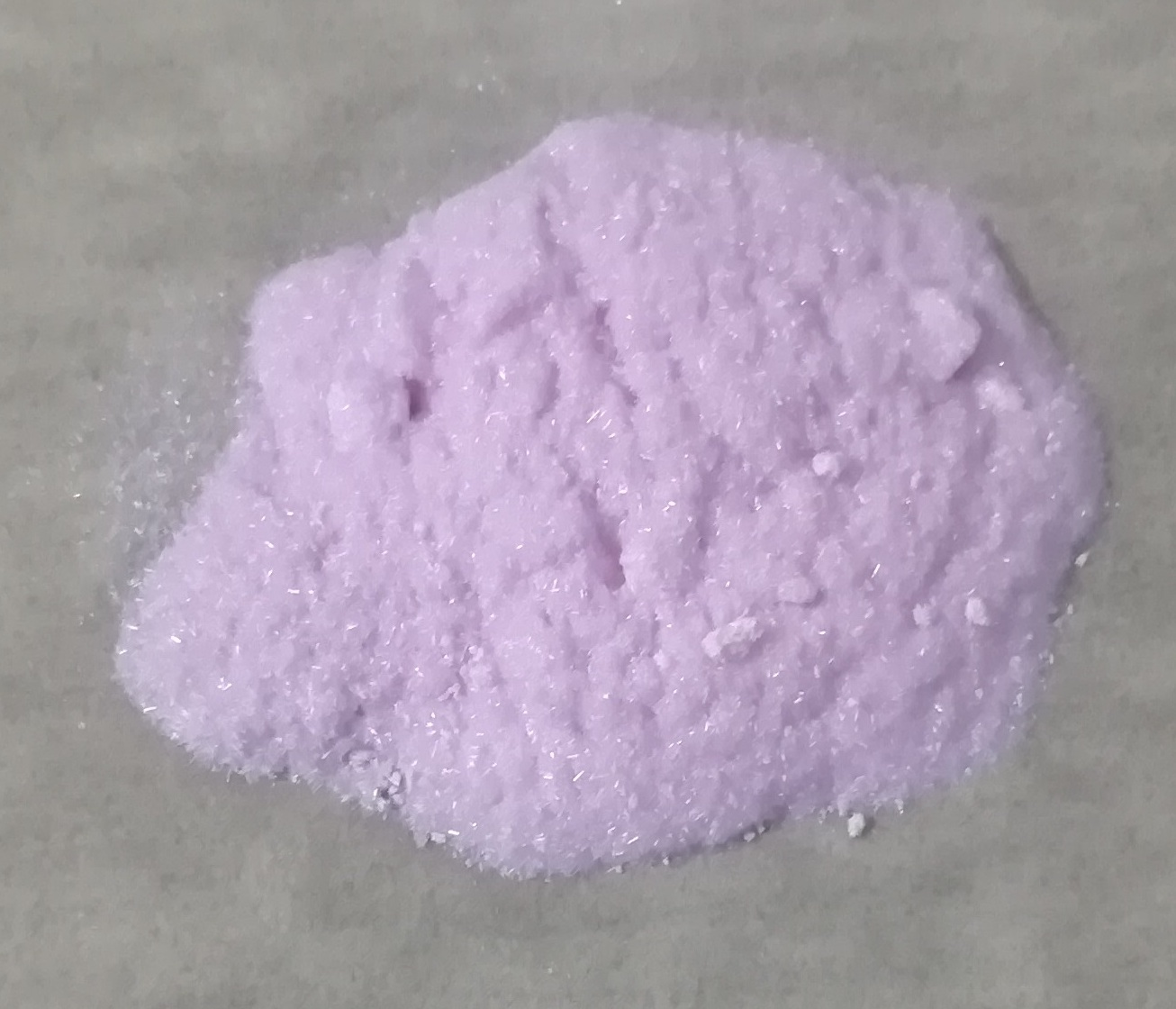
Poudre d'acétate de néodyme
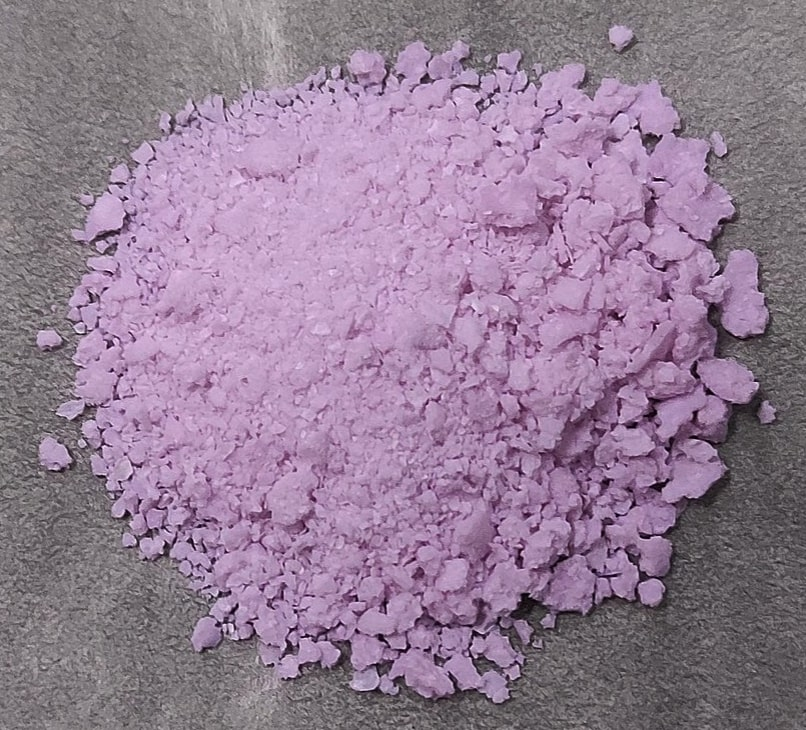
Poudre d'hydroxyde de néodyme(III)

Certains des composés de néodyme les plus importants sont :
- halogénures : NdF3 ; NdCl2 ; NdCl3 ; NdBr3 ; NdI2 ; NdI3
- Oxydes : Nd2O3
- hydroxyde : Nd(OH)3
- carbonate : Nd2(CO3)3
- sulfate : Nd2(SO4)3
- acétate : Nd(CH3COO)3
- aimants au néodyme (Nd2Fe14B)

La couleur de certains composés de néodyme varie sous différents types d’éclairage.

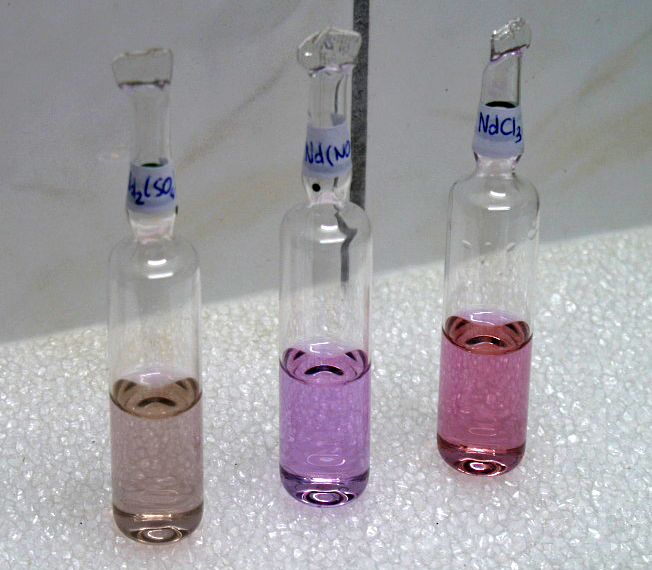
Composés du néodyme en lumière de tube fluorescent - de gauche à droite, le sulfate, le nitrate et le chlorure
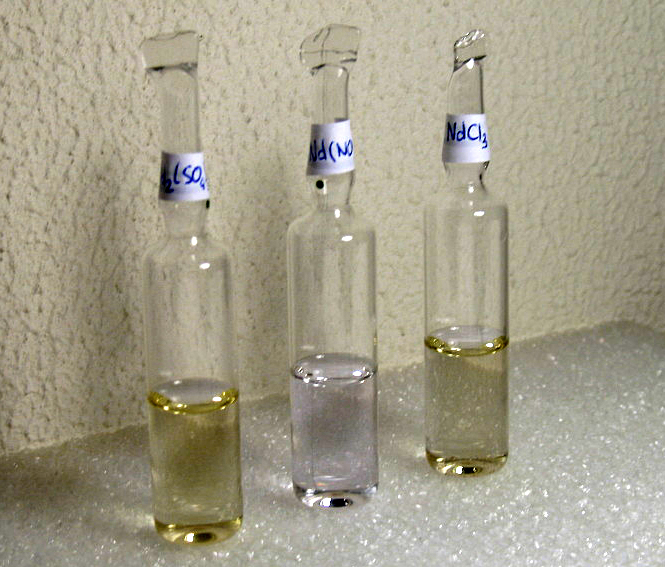
Composés du néodyme en lumière de lampe fluocompacte
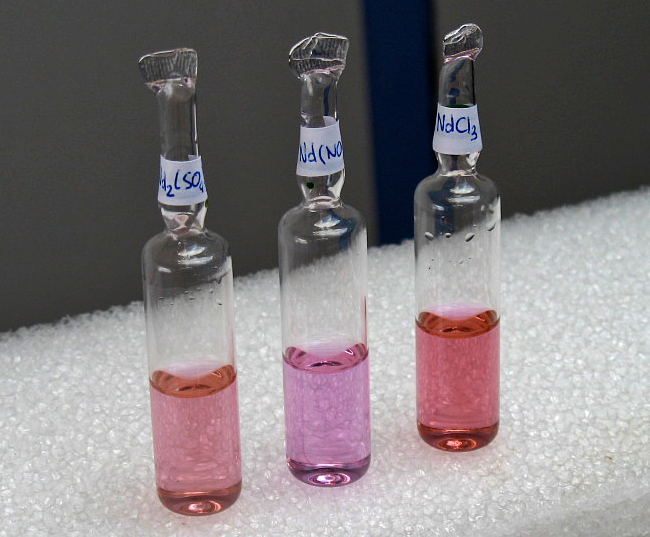
Composés du néodyme en lumière du jour

## Utilisations
- Médicaments : le néodyme a été utilisé avec d'autres sels de terres rares et comme le thorium dans des produits pharmaceutiques à usage gynécologique comme les « ovules néothorium Millot » dans les années 1920-1930[22].
- Pierre à briquet : le néodyme entre dans la composition du mischmétal, base des pierres à briquet.
- Colorant du verre : en combinaison avec le praséodyme, il colore les verres de protection solaire et les lunettes de soudeur.
- Colorant pour céramiques : suivant le sel utilisé, on obtient du bleu jusqu'au mauve.
- Tubes cathodiques : entre dans la composition des luminophores rouges.
- Électronique : diélectrique pour les condensateurs « céramique ».
- Il est également utilisé comme milieu amplificateur dans de nombreux lasers à l'état solide, emprisonné dans du grenat d'yttrium et d'aluminium (Laser Nd-YAG) ou dans du verre, voire dans de la silice pure.

Autres utilisations :

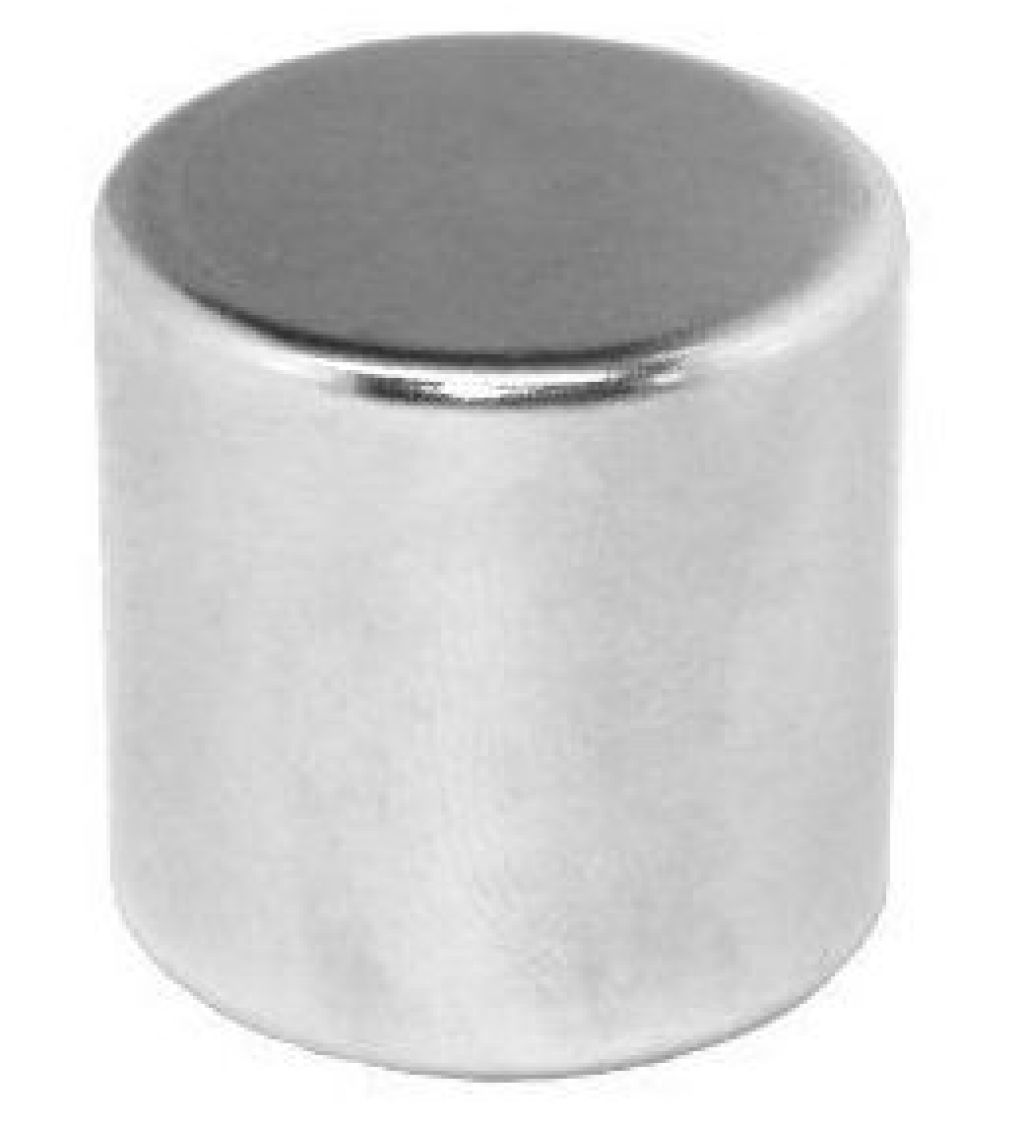
Aimant au néodyme

- dans les aimants permanents, en alliage avec le fer Nd2Fe14B car ils sont extrêmement puissants[23] mais assez fragiles. La plupart des aimants au néodyme possèdent une fine couche de nickel-cuivre-nickel afin de les protéger contre la corrosion. Ils sont utilisés :
  - dans les générateurs de certaines éoliennes, essentiellement offshore[24],
  - dans les moteurs électriques et les générateurs de certaines voitures hybrides.
  - dans les moteurs brushless des 2 roues électriques (trottinettes électriques, VAE, EDP)
  - dans le moteur de nombreux transducteurs utilisés aussi bien dans les microphones dynamiques, les casques stéréo que les haut-parleurs des enceintes acoustiques de sonorisation ou pour usage domestique,
  - dans les disques durs, pour constituer le moteur qui assure le positionnement des têtes de lecture/écriture,
  - dans tous les aimants des smartphones,
  - à des fins récréatives, pour pratiquer la pêche à l'aimant ;
- comme catalyseur dans l'industrie du pétrole ;
- comme traceur de l'activité des résidus de retraitement des combustibles nucléaires usagés à l'usine d'Areva NC de La Hague[25] ;
- pour certains tours de magie de magie rapprochée (Dominique Duvivier)[26].